# ثلج ميت (فلم)
ثلج ميت (بالإنجليزية: Dead Snow) فيلم رعب وكوميديا انتج في النرويج وصدر في العام 2009 من بطولة فيجار هول، ستيج فرود هنريكسن.

## القصة
مجموعة من الشباب يخيمون في منطقة جبلية خلال العطلة لكن سرعان ما ستصبح عطلتهم جحيما عندما سيدركون انهم مهددون لخطر كبير فهم سيتعرضون لهجوم من طرف جيش نازي من الزومبي.

## الميزانية والإيرادات
كلف الفيلم 800,000 دولار امريكي و حقق ارباح تقدر بـ 1,984,662 دولار امريكي.

## وصلات خارجية
- مقالات تستعمل روابط فنية بلا صلة مع ويكي بيانات

ثلج ميت على IMDb
ثلج ميت على Rotten Tomatos
ثلج ميت على metacritic